# Me Phú Quốc
Me Phú Quốc hay diệp hạ châu Phú Quốc (danh pháp Phyllanthus phuquocensis) là một loài thực vật có hoa trong họ Diệp hạ châu. Loài này được Beille mô tả khoa học đầu tiên năm 1927.